# Strigiphilus cursitans
Strigiphilus cursitans är en insektsart som först beskrevs av Christian Ludwig Nitzsch 1861.  Strigiphilus cursitans ingår i släktet ugglelöss, och familjen fjäderlöss. Inga underarter finns listade i Catalogue of Life.